# Coppa d'Asia AFC Under-23
La Coppa d'Asia AFC Under-23 (in inglese AFC U-23 Asian Cup o AFC U-23 Championship) è un torneo di calcio organizzato dalla AFC. La prima edizione, riservata alle nazionali under-22, si sarebbe dovuta svolgere nel 2013, ma è poi stata rimandata al gennaio 2014. Dal 2016 il torneo è riservato alle nazionali under-23.

Il torneo si svolge ogni due anni, è riservato alle squadre nazionali asiatiche formate da giocatori di 23 o meno anni di età, ed è valido anche come qualificazione per il torneo di calcio dei Giochi olimpici.

## Albo d'oro
| 2014 | Oman           | Iraq           | 1-0 | Arabia Saudita | Giordania | 0-0 (3-2 dtr) | Corea del Sud |
| 2016 | Qatar          | Giappone       | 3-2 | Corea del Sud  | Iraq      | 2-1           | Qatar         |
| 2018 | Cina           | Uzbekistan     | 2-1 | Vietnam        | Qatar     | 1-0           | Corea del Sud |
| 2020 | Thailandia     | Corea del Sud  | 1-0 | Arabia Saudita | Australia | 1-0           | Uzbekistan    |
| 2022 | Uzbekistan     | Arabia Saudita | 2-0 | Uzbekistan     | Giappone  | 3-0           | Australia     |
| 2024 | Qatar          | Giappone       | 1-0 | Uzbekistan     | Iraq      | 2-1 (dts)     | Indonesia     |
| 2026 | Arabia Saudita |                |     |                |           |               |               |

## Medagliere
| Pos. | Paese          | Oro | Argento | Bronzo | Totale |
| ---- | -------------- | --- | ------- | ------ | ------ |
| 1    | Giappone       | 2   | 0       | 1      | 3      |
| 2    | Uzbekistan     | 1   | 2       | 0      | 3      |
| 3    | Arabia Saudita | 1   | 2       | 0      | 3      |
| 4    | Corea del Sud  | 1   | 1       | 0      | 2      |
| 5    | Iraq           | 1   | 0       | 2      | 3      |
| 6    | Vietnam        | 0   | 1       | 0      | 1      |
| 7    | Giordania      | 0   | 0       | 1      | 1      |
| 8    | Qatar          | 0   | 0       | 1      | 1      |
| 9    | Australia      | 0   | 0       | 1      | 1      |

### Partecipazioni e prestazioni nelle fasi finali
Legenda
- 1ª – Campione
- 2ª – Secondo posto
- 3ª – Terzo posto
- QF – Quarti di finale
- 1T – Primo turno
- – Paese organizzatore

Per ogni torneo, viene indicata la bandiera del Paese ospite
| Nazionale           | 2014 | 2016 | 2018 | 2020 | 2022 | 2024 | Totale |
| ------------------- | ---- | ---- | ---- | ---- | ---- | ---- | ------ |
| Arabia Saudita      | 2ª   | 1T   | 1T   | 2ª   | 1ª   | QF   | 5      |
| Australia           | QF   | 1T   | 1T   | 3ª   | 4ª   | 1T   | 6      |
| Bahrein             | -    | -    | -    | 1T   | -    | -    | 1      |
| Birmania            | 1T   | -    | -    | -    | -    | -    | 1      |
| Cina                | 1T   | 1T   | 1T   | 1T   | -    | 1T   | 5      |
| Corea del Nord      | 1T   | QF   | 1T   | 1T   | -    | -    | 4      |
| Corea del Sud       | 4ª   | 2ª   | 4ª   | 1ª   | QF   | QF   | 6      |
| Emirati Arabi Uniti | QF   | QF   | -    | QF   | 1T   | 1T   | 5      |
| Giappone            | QF   | 1ª   | QF   | 1T   | 3ª   | 1ª   | 6      |
| Giordania           | 3ª   | QF   | 1T   | QF   | 1T   | 1T   | 6      |
| Indonesia           | -    | -    | -    | -    | -    | 4ª   | 1      |
| Iran                | 1T   | QF   | -    | 1T   | 1T   | -    | 4      |
| Iraq                | 1ª   | 3ª   | QF   | 1T   | QF   | 3ª   | 6      |
| Kuwait              | 1T   | -    | -    | -    | 1T   | 1T   | 3      |
| Malaysia            | -    | -    | QF   | -    | 1T   | 1T   | 3      |
| Oman                | 1T   | -    | 1T   | -    | -    | -    | 2      |
| Palestina           | -    | -    | QF   | -    | -    | -    | 1      |
| Qatar               | -    | 4ª   | 3ª   | 1T   | 1T   | QF   | 5      |
| Siria               | QF   | 1T   | 1T   | QF   | -    | -    | 4      |
| Tagikistan          | -    | -    | -    | -    | 1T   | 1T   | 2      |
| Thailandia          | -    | 1T   | 1T   | QF   | 1T   | 1T   | 5      |
| Turkmenistan        | -    | -    | -    | -    | QF   | -    | 1      |
| Uzbekistan          | 1T   | 1T   | 1ª   | 4ª   | 2ª   | 2ª   | 6      |
| Vietnam             | -    | 1T   | 2ª   | 1T   | QF   | QF   | 5      |
| Yemen               | 1T   | 1T   | -    | -    | -    | -    | 2      |
| Nazionale           | 2014 | 2016 | 2018 | 2020 | 2022 | 2024 | Totale |

## Premi individuali
| Edizione | Miglior Giocatore  | Capocannoniere     | Goal | Miglior Portiere   | Premio Fair play |
| -------- | ------------------ | ------------------ | ---- | ------------------ | ---------------- |
| 2014     | Amjad Kalaf        | Kaveh Rezaei       | 5    | Non assegnato      | Non assegnato    |
| 2016     | Shoya Nakajima     | Ahmed Alaa         | 6    | Non assegnato      | Giappone         |
| 2018     | Odiljon Hamrobekov | Almoez Ali         | 6    | Non assegnato      | Vietnam          |
| 2020     | Won Du-jae         | Jaroensak Wonggorn | 3    | Song Bum-keun      | Arabia Saudita   |
| 2022     | Ayman Yahya        | Cho Young-wook     | 3    | Nawaf Al-Aqidi     | Arabia Saudita   |
| 2024     | Joel Chima Fujita  | Ali Jasim          | 4    | Abduvohid Ne'matov | Uzbekistan       |